# Piotr z Szamotuł
Piotr z Szamotuł także jako Piotr Świdwa Szamotulski (ur. ok. 1415, zm. między 24 a 28 września 1473) – syn Dobrogosta Świdwy z Szamotuł.
Od 1447 roku kasztelan kaliski. Od 1450 roku kasztelan poznański. Był świadkiem wydania statutów nieszawskich przez króla Kazimierza IV Jagiellończyka w 1454 roku. W trakcie Wojny trzynastoletniej toczonej przez Królestwo Polskie z Zakonem krzyżackim od 1455 roku dowódca polskich wojsk zaciężnych i wojsk gdańskich na Pomorzu Gdańskim. W 1458 roku dowódca pospolitego ruszenia w Prusach. Zdobył w 1458 roku krzyżacki zamek w Papowie Biskupim. Od 1460 roku starosta generalny Wielkopolski. Był gwarantem pokoju toruńskiego 1466 roku.

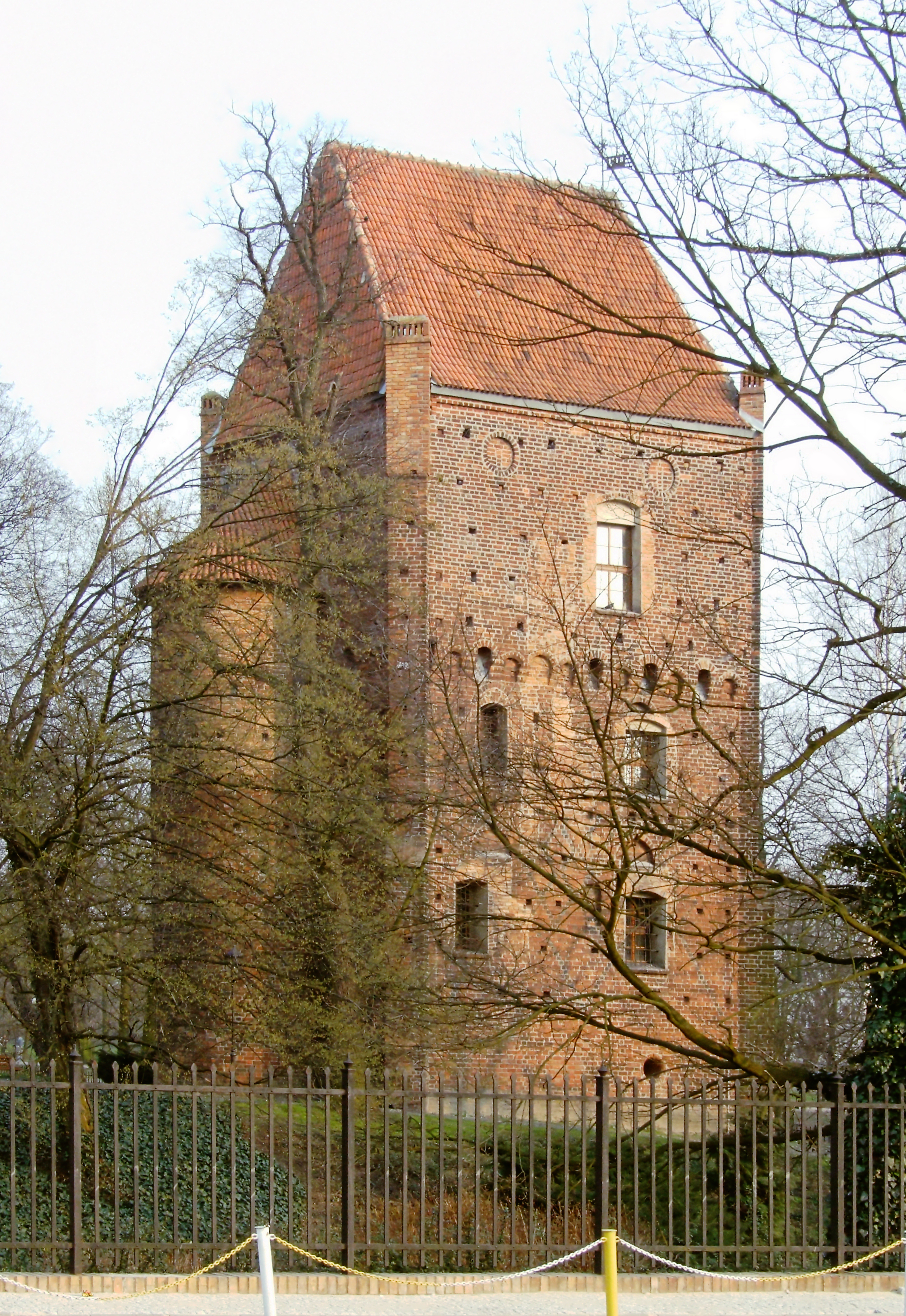
Wieża rycerska (tzw. Baszta Halszki) w Szamotułach z XV wieku